# Morpho jason
Morpho jason är en fjärilsart som beskrevs av Weber 1944. Morpho jason ingår i släktet Morpho och familjen praktfjärilar. Inga underarter finns listade i Catalogue of Life.